# Dirk Baert
Dirk Baert (ur. 14 lutego 1949 w Zwevegem) – belgijski kolarz torowy i szosowy, trzykrotny medalista torowych mistrzostw świata.

## Kariera
Pierwszy sukces w karierze Dirk Baert osiągnął w 1968 roku, kiedy został mistrzem kraju w wyścigu na 1 km. W tym samym roku wystartował na igrzyskach olimpijskich w Meksyku, gdzie rywalizację na dystansie 1 km zakończył na osiemnastej pozycji. Na rozgrywanych trzy lata później torowych mistrzostw świata w Varese Baert zdobył złoty medal w indywidualnym wyścigu na dochodzenie zawodowców. W tej samej konkurencji zdobył jeszcze dwa brązowe medale: na mistrzostwach świata w Marsylii w 1972 roku (przegrywając tylko z Brytyjczykiem Hugh Porterem i swym rodakiem Ferdinandem Bracke) oraz mistrzostwach świata w Liège w 1975 roku (uległ jedynie Holendrowi Royowi Schuitenowi i Norwegowi Knutowi Knudsenowi). Startował także w wyścigach szosowych, wygrywając między innymi kryterium w Deerlijk w 1970 roku, Beveren w 1972 roku, Lessines w 1977 roku, Halle–Ingooigem w 1978 oraz Torhout w 1981 roku. Ponadto wielokrotnie zdobywał medale torowych mistrzostw kraju, w tym osiem złotych.